# Hellerkräuter
Die Hellerkräuter (Thlaspi), auch als Täschelkräuter bezeichnet, sind eine Pflanzengattung in der Familie der Kreuzblütengewächse (Brassicaceae). Die wenigen Arten sind in Eurasien und Ostafrika beheimatet. Es gibt seit 2018 nur noch vier Arten, die in Eurasien verbreitet sind. Die einzige in Mitteleuropa heimische Art ist in vielen Teilen der Welt ein Neophyt, beispielsweise in Nordamerika.

## Beschreibung

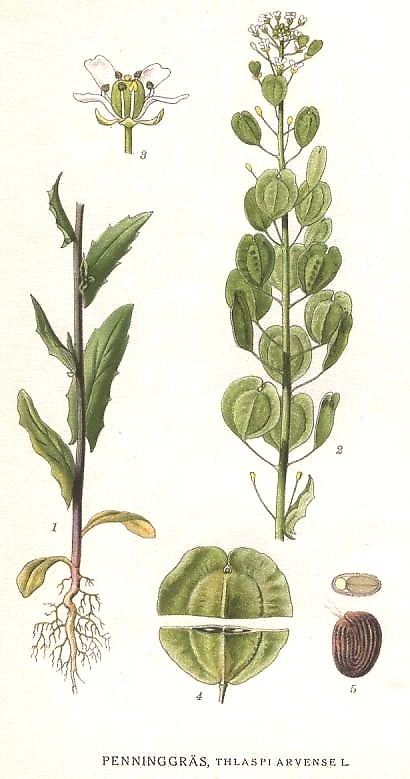
Illustration von Acker-Hellerkraut (Thlaspi arvense)

### Vegetative Merkmale
Die Thlaspi-Arten wachsen als einjährige krautige Pflanzen. Zerdrückte Pflanzen riechen oft unangenehm. Die Pflanzenteile können je nach Art Trichome (Pflanzenhaare) besitzen. Die aufrechten Stängel sind unverzweigt oder zur Spitze hin verzweigt.
Die Laubblätter stehen sowohl in grundständigen Rosetten als auch am Stängel verteilt (Phyllotaxis). Die Blattspreiten sind einfach mit gewellten, gezähnten oder glatten Blatträndern. Die zur Fruchtreife oft schon verwelkten, grundständigen Blätter sind mehr oder weniger lang gestielt und die  wechselständigen Stängelblätter sind sitzend. Nebenblätter sind keine vorhanden.

### Generative Merkmale
Die traubigen Teilblütenstände enthalten nur einige Blüten. Bis zur Fruchtreife verlängern sich die Blütenstandsachsen. Die schlanken Blütenstiele sind bei der Fruchtreife sparrig, gerade oder leicht gebogen.
Die zwittrigen Blüten sind vierzählig mit doppelten Perianth. Die vier aufrechten oder aufsteigenden Kelchblätter sind eiförmig oder länglich. Die vier Kronblätter sind meist spatelförmig und sie können genagelt sein. Die Staubfäden sind an der Basis leicht verbreitert. Es sind zwei oder vier Nektardrüsen vorhanden, wobei die mittleren Drüsen immer fehlen. Der oberständige Fruchtknoten enthält 6 bis 16 Samenanlagen. Ein Griffel ist manchmal kaum erkennbar und die Narbe ist kopfig.
Das Schötchen ist länglich, verkehrt-eiförmig, verkehrt-herzförmig oder fast kugelig. Die zwei kahlen Fruchtklappen sind geflügelt. Das Replum ist rundlich und das Septum ist vollständig ausgebildet. Die Samen sind flügellos, dicklich und eiförmig. Die Samenschale ist grob netzartig, wabenförmig oder konzentrisch gestreift und wird im nassen Zustand nicht klebrig-schleimig.
Die Chromosomengrundzahl beträgt x = 7.

## Systematik
Aus der ehemals sehr weit gefassten, heterogenen Gattung Thlaspi wurden einige eigenständige Gattungen abgetrennt. So die Gattungen Microthlaspi und Noccaea, Letztere beinhaltet die meisten ehemaligen Thlaspi-Arten der mitteleuropäischen Flora. Die Gattung Thlaspi gehört zur Tribus Thlaspideae in der Familie der Brassicaceae.
Der Gattungsname Thlaspi wurde 1753 durch Carl von Linné in Species Plantarum, Tomus II, S. 645 erstveröffentlicht. Thlaspi (griechisch ϑλάσπι; die in der griechischen und lateinischen Antike verwendete Bezeichnung für das Gewöhnliche Hirtentäschel, später auch für andere weißblühende Kreuzblütler) leitet sich vom griechischen Wort thalo für „ich presse zusammen“ bzw. ϑλάω „ich presse“ ab und bezieht sich auf die (ähnlich wie bei Hirtentäschel-Arten) abgeflachten Schötchen.
Die Gattung Thlaspi s. str. (im engeren Sinne) enthält seit Esmailbegi et al. 2018 nur noch etwa vier einjährige Arten:
- Acker-Hellerkraut (Thlaspi arvense L.): Es ist in weiten Gebieten Europas und von Westasien bis Ostasien und auf dem indischen Subkontinent weitverbreitet.
- Thlaspi ceratocarpon (Pall.) Murray: Sie ist von der östlichen Türkei über Kasachstan, Afghanistan und Westsibirien bis in die nördliche Mongolei verbreitet.
- Thlaspi huetii Boiss.: Sie kommt in Georgien, Armenien und der nordöstlichen Türkei vor.
- Thlaspi kochianum F.K.Mey.: Dieser Endemit kommt nur in der nordöstlichen Türkei vor.

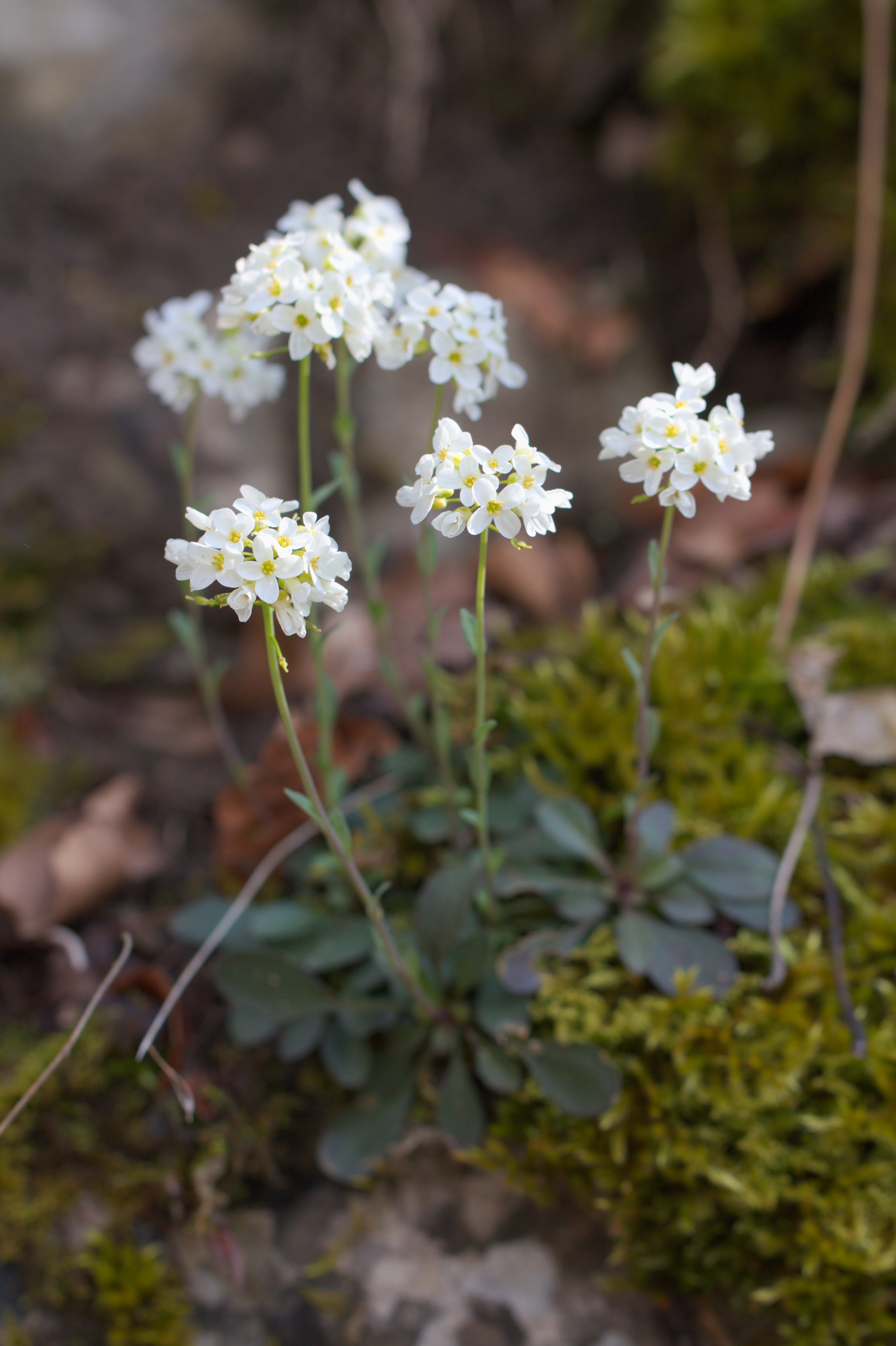
Berg-Hellerkraut (Noccaea montana)

Nicht mehr zur Gattung Thlaspi s. str. (im engeren Sinne) gehören seit Esmailbegi et al. 2018, mit Aufstellung der neuen Gattung Mummenhoffia Esmailbegi & Al-Shehbaz, beispielsweise folgende Arten (Auswahl):
- Stängelumfassendes Hellerkraut (Microthlaspi perfoliatum (L.) F.K.Mey., Syn.: Thlaspi perfoliatum L.)
- Gebirgs-Hellerkraut (Noccaea caerulescens (J.Presl & C.Presl) F.K.Mey., Syn.: Thlaspi caerulescens J. Presl & C. Presl): Je nach Autor gibt es beispielsweise Unterarten:
  - Galmei-Hellerkraut (Noccaea caerulescens subsp. sylvestris (Jord.) F.K.Mey., Syn.: Thlaspi calaminare (Lej.) Lej. & Courtois)
- Ostalpen-Hellerkraut (Noccaea crantzii F.K.Mey., Syn.: Thlaspi alpinum Crantz)
- Kerner-Hellerkraut (Noccaea minima (Ard.) F.K.Mey., Syn.: Thlaspi kerneri Huter)
- Berg-Hellerkraut (Noccaea montana (L.) F.K.Mey., Syn.: Thlaspi montanum L.)
- Frühblühendes Hellerkraut (Noccaea praecox (Wulfen) F.K.Mey., Syn.: Thlaspi praecox Wulfen)
- Rundblättriges Hellerkraut (Noccaea rotundifolia (L.) Moench, Syn.: Thlaspi rotundifolium (L.) Gaudin)
- Lauch-Hellerkraut (Mummenhoffia alliacea (L.) Esmailbegi & Al-Shehbaz, Syn.: Thlaspi alliaceum L.)[5]
- Mummenhoffia oliveri (Engl.) Esmailbegi & Al-Shehbaz, Syn.: Thlaspi oliveri (Engl.)[5]: Sie kommt in Ostafrika von Äthiopien bis Tansania vor.[5]